# Derry (Stephen King)
Derry, no estado de Maine, é uma cidade fictícia e parte da topografia fictícia do estado de Maine na obra do escritor Stephen King. Assim como Castle Rock, Maine serviu como cenário de alguns de seus romances e contos. Sua primeira aparição foi no conto "The Bird and the Album", e a cidade foi novamente explorada — e expandida — em A Coisa, Insomnia e 11/22/63. Ela é considerada o melhor exemplo de uma cidade pequena com "o mal" à espreita. Derry ficaria próximo a Bangor, mas King já reconheceu que Derry, na verdade, é sua maneira de enxergar Bangor. Já um mapa no site oficial de King mostra Derry nos arredores da cidade de Etna.
Tanto Derry como Castle Rock, junto com Jerusalem's Lot, formam uma tríade de cidades fictícias que King criou como cenários principais; as três exercem esse papel em mais de uma das obras do autor. King criou outras cidades fictícias no estado de Maine, como Chamberlain, em Carrie, a Estranha, Ludlow, em Cemitério Maldito e A Metade Negra (que nada tem a ver com a cidade homônima também em Maine), Haven, em Os Estranhos, Little Tall Island, em Dolores Claiborne e Storm of the Century, e Chester's Mill, em Under the Dome. Porém nenhuma dessas cidades fictícias foi usada por King tanto quanto Derry, Castle Rock e Jerusalem's Lot. Essa tríade de localidades é uma homenagem ao uso que H. P. Lovecraft fez de Arkham, Dunwich e Innsmouth, três cidades fictícias no estado de Massachusetts.